# Просто христианство
«Просто христианство» (англ. Mere Christianity) — богословское произведение британского писателя, поэта и филолога Клайва Льюиса, опубликованное в 1952 году на основе его радиолекций на Би-Би-Си 1943 года. В книге Льюис апологетическими методами пытается обосновать во что верят христиане и почему это имеет смысл.
Книга состоит из четырёх разделов: «Добро и зло», «Во что верят христиане», «Христианское поведение», «За пределами личности». На русский язык переведены и изданы в 1992 году.

## Содержание
Льюис верит в объективное существование естественного «нравственного закона» (Moral Law) или в «правила добра и зла», который можно найти в различных религиях мира. При этом из факта существования правил и законов он выводит существование Бога, ибо случайность вселенной была бы, по его мнению, абсурдом.
Льюис противопоставляет христианство как материализму (Бога нет), так и пантеизму (Бог выше добра). Бог тождественен нравственному началу, а существующее в мире зло есть уклонение от него. Причина этого уклонения в свободе воли, ибо Бог не хотел создавать роботов. Для исправления Бог дал людям совесть, светлые мечты и евреев. Заявляя о приверженности англиканской церкви Льюис подчёркивает важность искупительной смерти Христа. Для погружения в христианство важны три части: крещение, вера и таинство причастия.
В христианстве Льюис видит противоядие против тоталитаризма, поскольку государство только тогда является ценным, если человек не обладает бессмертной душой. В учении о морали он перечисляет четыре кардинальные добродетели: благоразумие (Prudence), воздержанность (Temperance), справедливость (Justice) и стойкость (Fortitude). Смысл учения Христа состоит в «золотом правиле»: поступай так, как хочешь, чтобы поступали с тобой. В политическом плане Льюис против клерикализма, поскольку каждый должен заниматься своим делом. При этом его симпатии на стороне социалистического идеала («Мы просто должны создать такое общество, в котором не будет бедных»). Важной христианской добродетелью он считает вежливость (Courtesy). В области половой морали Льюис целомудрие (chastity) противопоставляет приличиям (propriety). Однако он критикует «гром проповедей, призывающих к невоздержанию». Христианский брак, безусловно, является христианской ценностью, хотя Льюис признаётся, что не женат. Кроме целомудрия другой христианской добродетелью является прощение (forgiveness). Но Льюис допускает как смертную казнь, так и убийство на войне, поскольку простить не значит оправдать. Он преклоняется перед образом рыцаря, а пацифизм считает заблуждением. Великим грехом в христианстве является гордыня (Pride), которая является антитезой смирению (Humility). Тем не менее, простительной формой гордыни является тщеславие (Vanity). Также Льюис противопоставлял гордыню восхищению (admiration), когда мы гордимся чем-то. К трем теологическим добродетелям он относит веру (Faith), надежду (Hope) и любовь (Charity). Но христианская любовь не подразумевает восхищение или симпатию.
Льюис отвергает представление, что христианство это исключительно нравственное учение. В нём есть также учение о ином мире, о «трёхличном Боге» (three-personal God) и о том, что плотская жизнь (Bios) в некоторых из нас претворится в духовную (Zoe). Миссию Христа Льюис именует «благотворной инфекцией» (good infection).
Книга содержит трилемму Льюиса − апологетический аргумент, направленный на доказательство божественности Иисуса.

### Тексты
- Mere Christianity

### Критика
- Борозенец Т. Не простое «Просто христианство» // https://pravoslavie.ru/
- Колгарёв И. Сказки Льюиса о «Просто христианстве» (Рецензия на книгу «Просто христианство») // http://rusbaptist.stunda.org/